# Mordellistena montana
Mordellistena montana is een keversoort uit de familie spartelkevers (Mordellidae). De wetenschappelijke naam van de soort is voor het eerst geldig gepubliceerd in 1898 door Kolbe.